# Vazopresinski receptor
Vazopresinski receptor je jedan od receptora ćelijske površine koji vezuje vazopresin.

## Tipovi
Poznata su tri tipa ovog receptora kod čoveka: 1A, 1B i 2
| Receptor                                                               | Gen | G protein | Funkcija         |
| ---------------------------------------------------------------------- | --- | --------- | ---------------- |
| Arginin vazopresinski receptor 1A                                      |     |           | Vazokonstrikcija |
| Arginin vazopresinski receptor 1B ili Arginin vazopresinski receptor 3 |     |           | Neuralni         |
| Arginin vazopresinski receptor 2                                       |     |           | Antidiuretik     |

## Funkcija
Mada su sva tri od ovih proteina G protein spregnuti receptori, aktivacija AVPR1A i AVPR1B stimuliše fosfolipazu C, dok aktivacija AVPR2 stimuliše adenilat ciklazu. Ova tri receptora za vazopresin imaju jedinstvene distribucije u tkivu. AVPR1A su izraženi u vaskularnim ćelijama glatkih mišića, hepatocitima, trombocitima, ćelijama mozga, i ćelijama materice. AVPR1B su izraženi u ćelijama prednje hipfize i širom mozga, posebno u piramidalnim neuronima hipokampalnog CA2 polja. AVPR2 su izraženi u tubulima bubrega, u fetalnom plućnom tkivu i raku pluća, zadnja dva od kojih su posledica alternativnog splajsovanja. AVPR2 je takođe izražen u jetri gde stimuliše oslobađanje raznih faktora zgrušavanja u krvotok. U bubrezima, primarna funkcija AVPR2 receptora je da odgovori na arginin vazopresin putem stimulacije mehanizma koji koncentriše urin i održava homeostaza vode u organizmu. Kad je AVPR2 funkcija izgubljena, javlja se nefrogeni dijabetes insipidus (NDI) bolest.

## Literatura
1. ↑  Peter J, Burbach H, Adan RA, Lolait SJ, van Leeuwen FW, Mezey E, Palkovits M, Barberis C (1995). „Molecular neurobiology and pharmacology of the vasopressin/oxytocin receptor family”. Cell. Mol. Neurobiol. 15 (5): 573—95. PMID 8719042. doi:10.1007/BF02071318.
2. 1 2 3  Birnbaumer M (2000). „Vasopressin receptors”. Trends Endocrinol. Metab. 11 (10): 406—10. PMID 11091117. doi:10.1016/S1043-2760(00)00304-0.
3. ↑  Spanakis E, Milord E, Gragnoli C (2008). „AVPR2 variants and mutations in nephrogenic diabetes insipidus: review and missense mutation significance”. J. Cell. Physiol. 217 (3): 605—17. PMID 18726898. doi:10.1002/jcp.21552.

## Spoljašnje veze
- „Vasopressin and Oxytocin Receptors”. IUPHAR Database of Receptors and Ion Channels. International Union of Basic and Clinical Pharmacology. Архивирано из оригинала 03. 03. 2016. г.
- Vasopressin+Receptors на 